# Le nozze d'Ercole e d'Ebe

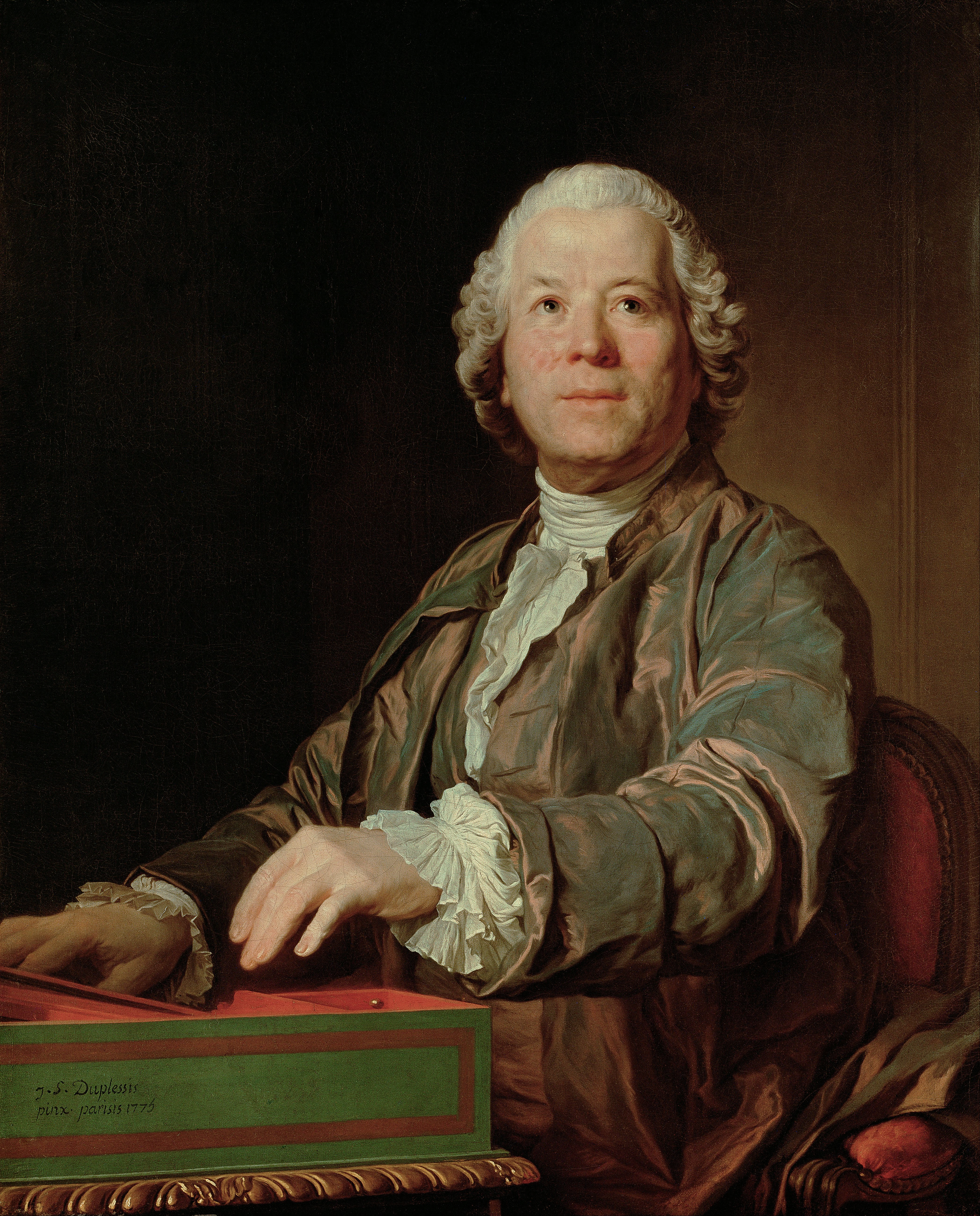
Christoph Willibald Gluck.

Le nozze d'Ercole e d'Ebe (Bröllopet mellan Hercules och Hebe) är en opera (dramma per musica) i två akter med musik av Christoph Willibald Gluck och libretto av okänd författare.

## Historia
Operan var Glucks första uppdrag sedan han återkommit från sin resa till England 1745, och det var hans första verk inom genren hovoperor. Trots titeln dramma per musica är verket ingen opera seria. Senare benämndes den som serenata eller festa teatrale. Operan skrevs till det kungliga bröllopet mellan kurfursten Maximilian III Joseph av Bayern och prinsessan Maria Anna Sophie av Sachsen och hade premiär den 29 juni 1747 på slottet Pillnitz utanför Dresden med Gluck som dirigent.

## Personer
- Giove (tenor)
- Ebe (sopran)
- Giunone (kontraalt)
- Ercole (sopran)

## Handling
De fyra huvudpersonerna är de härskande gudarna Jupiter (Giove) och Juno (Giunoe), samt de mindre gudarna vilka utgör titeln; Hebe (Ebe) och Hercules (Ercole). Ercole, liksom Apollon i motsvarande verk skrivna för Wien, sjungs av en kvinna.
Handlingen tilldrar sig efter Herkules död och hans uppstigande till Olympen. Giunone och Giove konspirerar för att få Ercole bli förälskad i Ebe under falskt namn; annars skulle Ecole tveka då Ebe är dotter till Giunone.